# 드롭박스 (영화)
드롭박스는 2014년 개봉한 미국의 영화이다. 브라이언 아이비 감독으로, 대한민국의 베이비박스를 소재로 하였다.
포커스 온 더 패밀리가 배급하였으며, 2015년 3월 5일 정식 개봉하였다. 현재는 서울 신촌에 위치한 필름포럼 영화관에 상영 요청을 하면 영화를 볼 수 있다. 그외 지역에서 보고 싶을 경우, 단체가 필름포럼에 순회상영(찾아가는 영화관) 요청을 하면 볼 수 있다.

## 출연

### 주연
- 이종락